# 宝勝院
寶勝院(ほうしょういん)は岐阜県美濃市にある不動明王を本尊とする真言宗醍醐派の寺院。山号は金毘羅山。

## 歴史
創建は平安時代に遡るとみられ、当寺は伊勢舎と称していたが正確な年次等は火災等により資料が失われ不詳である。
天正18年(1590年)に南渡快俊僧都により再興され、現在の本尊となる不動明王が安置された。
江戸時代に入り金森長近が当院のある上有知を領地とすると、長良川の水運を利用した川湊を設置した。
慶長年間その川湊の水運の加護として金毘羅大権現を讃岐より勧請したと伝わる。
天明年間に火災により焼失したが文化4年(1807年)に再興した。
美濃三十三観音四番、中濃八十八ヶ所霊場三十四番札所である。

## 参考資料
- 美濃市史
- 美濃西国三十三観音霊場巡礼